# Dick Mastenbroek
Dick Mastenbroek (Hengelo, 7 oktober 1965) is een voormalige Nederlandse handbaldoelman. Vanaf 2013 is hij keeperstrainer bij Limburg Lions.

## Biografie
Opgegroeid in Hengelo, begon Dick Mastenbroek met handballen bij Olympia HGL. In 1987 verruilt hij Olympia voor E&O. Hierna stond Mastenbroek als doelman voor het grootste deel van zijn handbalcarrière onder de lat bij Sittardia. In het seizoen 1996/1997 ging Mastenbroek spelen bij Blauw-Wit. Ook kwam hij veelvuldig in actie in het nationale team, waar hij in 1988 debuteerde op een internationaal handbaltoernooi in Gdańsk tegen Joegoslavië. Hij sloot zijn spelerscarrière in 1999 af, maar begon weer in 2001 bij BFC. In 2002 stopt hij definitief met zijn spelercarrière in verband met lichamelijke ongemakken.
Vanaf 2010 was hij in dienst bij Marsna als keeperstrainer. In 2011 volgde Mastenbroek de opgestapte Wiel Maynt op bij de dames 1 van Marsna. Naast zijn trainerschap bij Marsna werd Mastenbroek in 2013 keeperstrainer bij Limburg Lions als opvolger van Herman Breuer. Tevens werd Mastenbroek in 2019 keeperstrainer van de het damesteam van BFC.

## Privé
Zijn vader Ab Mastenbroek was ook een handbaldoelman die eveneens uitkwam voor het nationale team. Ab Mastenbroek behaalde in 1956, als eerste van een serie van drie, het landskampioenschap met Olympia HGL.
1. Dick Mastenbroek ·
2. Tim Mullens ·
3. Richard Curfs ·
4. Ralph Kerckhoffs ·
5. Steven Lichteveld ·
6. Barry Vereijssen ·
7.  Iwein Delanghe ·
8. Lambert Schuurs ·
9. Roger Wintraeken ·
12. Bart Eykenboom ·
14. Roel Rothkrans ·
17. Maik Onink ·
20. Guy Peters ·
Coach: Maurice Canton
· Assistent-coach: Paul Verjans
1. Dick Mastenbroek ·
2. Guy Peters ·
3. Richard Curfs ·
4. Ralph Kerkhoffs ·
5. Roy Reubsaet ·
6.  Adeyemi George ·
8. Maik Onink ·
9. Niek Storken ·
10. Marcel Eurelings ·
11. Marco Hauben ·
12. Bart Sillen ·
13. Bart Hofmeyer ·
14.  Johan Lindahl ·
15.  Ifeany Okpocha ·
17. Maurice Muris ·
18. Fred Kerbusch ·
19. Arjan Olsen ·
20. Swen Kikken ·
21. Michiel Heijmans ·
23. Hans Kerbusch ·
Coach:  Jo Smeets
1. Dick Mastenbroek ·
2. Paul Verjans ·
3.  Frode Carlsson ·
4. Ralf Kerkhoffs ·
5. Leon Tummers ·
6.  Johan Lindahl ·
7. Raymond Steijvers ·
8. Maik Onink ·
9. Niek Storken ·
10. Marcel Eurelings ·
11. Marcel Penners ·
12. Theo Broers ·
13. Bart Hofmeyer ·
14. Richard Curfs ·
16. Appie Bogers ·
17. Robert Steijvers ·
Coach: Paul Coenen Wiel Mayntz
 Emil Caba ·
Guido Corsten ·
Robin Gielen ·
Marc Gorissen ·
Serge van Heel ·
Hans Hendrix ·
Martijn Kunnen ·
Maurice Maas ·
Dick Mastenbroek ·
Harold Nüsser ·
Patrick van Olphen ·
Lambert Schuurs ·
Leon Tummers ·
Joep Velraeds ·
John Vreuls ·
Coach: Ton Velraeds
 Miroslav Benda ·
Guido Corsten ·
Ronald Habraken ·
Ron Jacobs ·
Maurice Janssen ·
Ron de Landmeter ·
Jan de Lange ·
Dick Mastenbroek ·
Lambert Schuurs ·
Michel Tessman ·
Peter Thissen ·
Leon Tummers ·
Remco Vijgenboom ·
John Vreuls ·
Coach: Ton Velraeds
Guido Corsten ·
Roel Goffin ·
Ronald Habraken ·
Ron Jacobs ·
Ron de Landmeter ·
Jan de Lange ·
Paul Louwers ·
Dick Mastenbroek ·
Lambert Schuurs ·
Gerrit Stavast ·
Michel Tessman ·
Leon Tummers ·
Remco Vijgenboom ·
John Vreuls ·
Coach: Jo Maas
1. Dick Mastenbroek ·
2. Igor Janssen ·
3. Wien Schmeitz ·
4. Ron Jacobs ·
5. Roel Goffin ·
6. Paul Louwers ·
7. Remco Vijgeboom ·
8. Lambert Schuurs ·
9. John Vreuls ·
10. Raymond Creemers ·
11. Leon Tummers ·
12. Gerrit Stavast ·
14. Guido Consten ·
16. Edwin Verhoeven ·
Coach: Jo Maas
Robertus van de Berg ·
Wilco Berger ·
Henk de Boer ·
Frans Engels ·
John Ettekoven ·
Joop Fiege ·
Robert Fiege ·
Peter Jansen ·
Zoran Lazarov ·
Dick Mastenbroek ·
Johan Siekman ·
Hans Smit ·
Henk Spijkerman ·
Berd Warmelds ·
Coach: Harry Weerman